# Torre de Cali
Der Torre de Cali ist ein Wolkenkratzer in Cali, Kolumbien. Er ist mit 44 Stockwerken und einer Höhe von 183 m das höchste Gebäude in Cali und eines der höchsten in Kolumbien.
Der Torre de Cali wurde von dem Unternehmer Julián Echeverri Arango entwickelt und von 1978 bis 1984 erbaut. Er liegt am linken Ufer des Rio Cali in der Avenida de Las Américas im Stadtteil Versalles. Neben den 44 oberirdischen Stockwerken existieren noch 5 Kellergeschosse. Ursprünglich sollte der Torre de Cali nur bis zum vierten Stockwerk Geschäfte und Büros beherbergen und oberhalb für Apartments genutzt werden. Heute wird er jedoch fast ausschließlich kommerziell genutzt und beherbergt Büros verschiedener oft internationaler Firmen und ein Konsulat Ecuadors. Seit 1988 dienen die Räume vom 10-ten bis zum 20-ten Stockwerk als Hotel. Im 41-ten Stockwerk befindet sich ein Restaurant und ein Saal für Veranstaltungen. Die obersten Stockwerke und die Antennen auf dem Dach werden von Telekommunikationsfirmen genutzt.

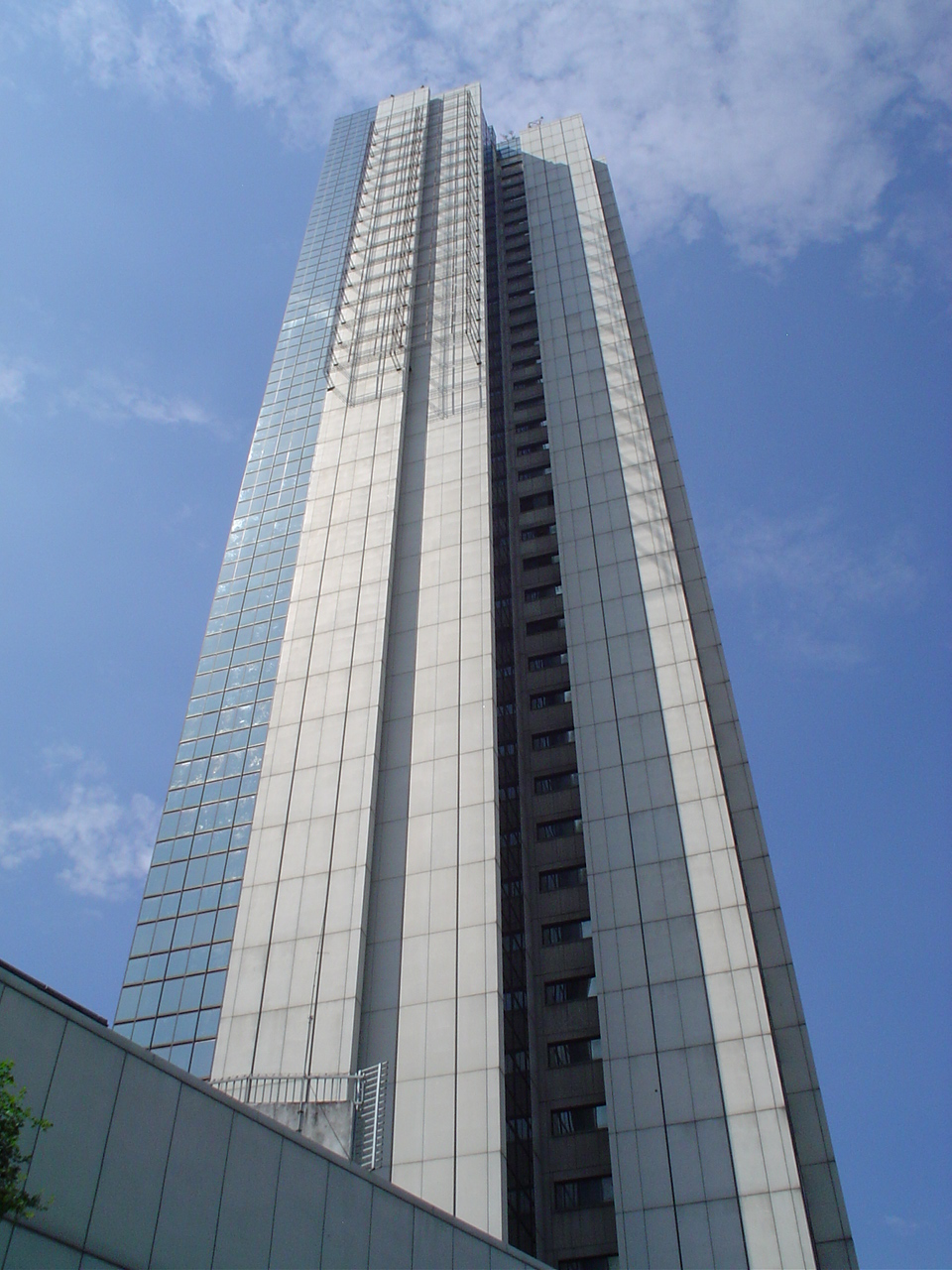
Torre de Cali
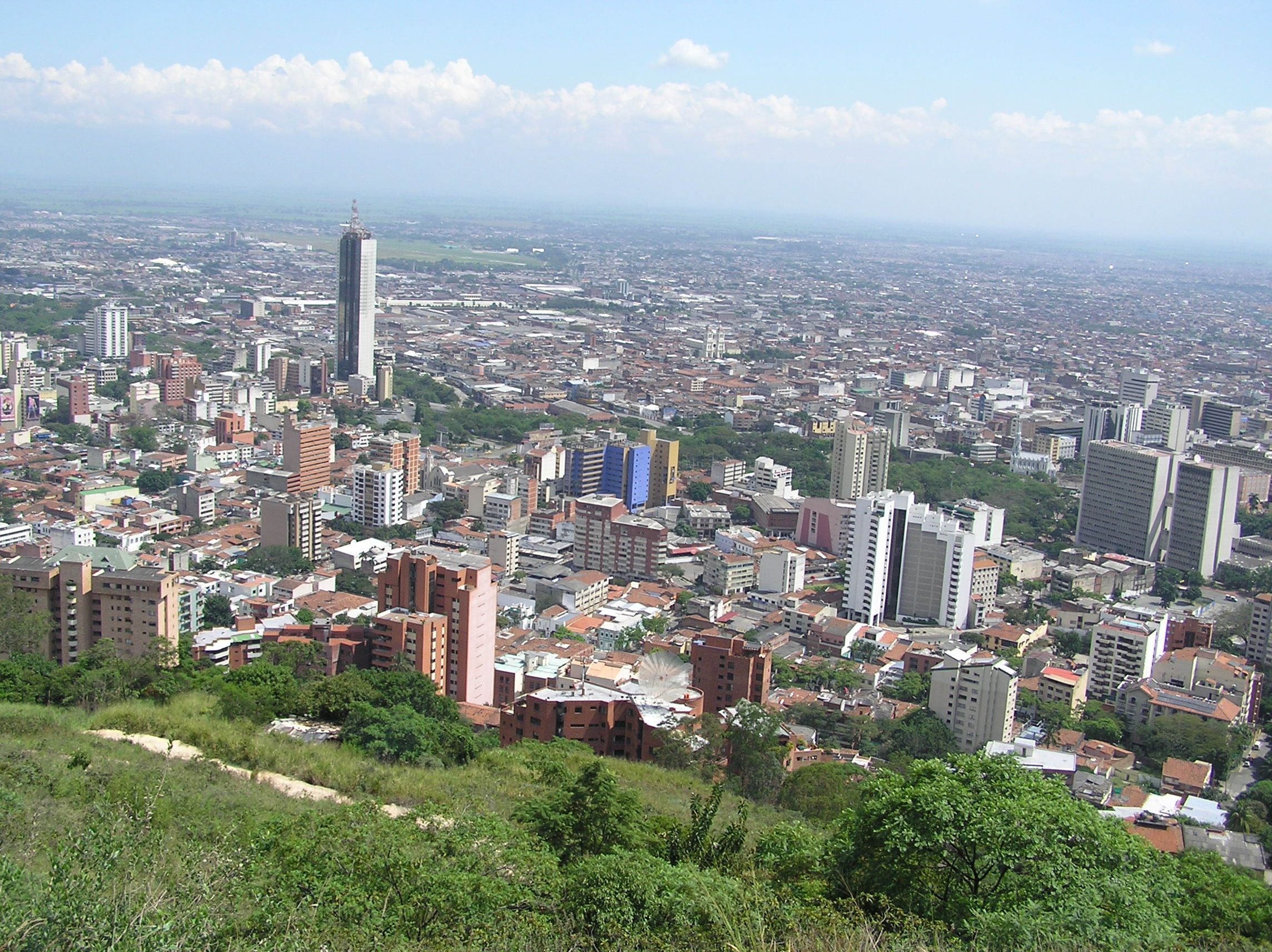
Blick auf die Nordstadt mit dem Torre de Cali
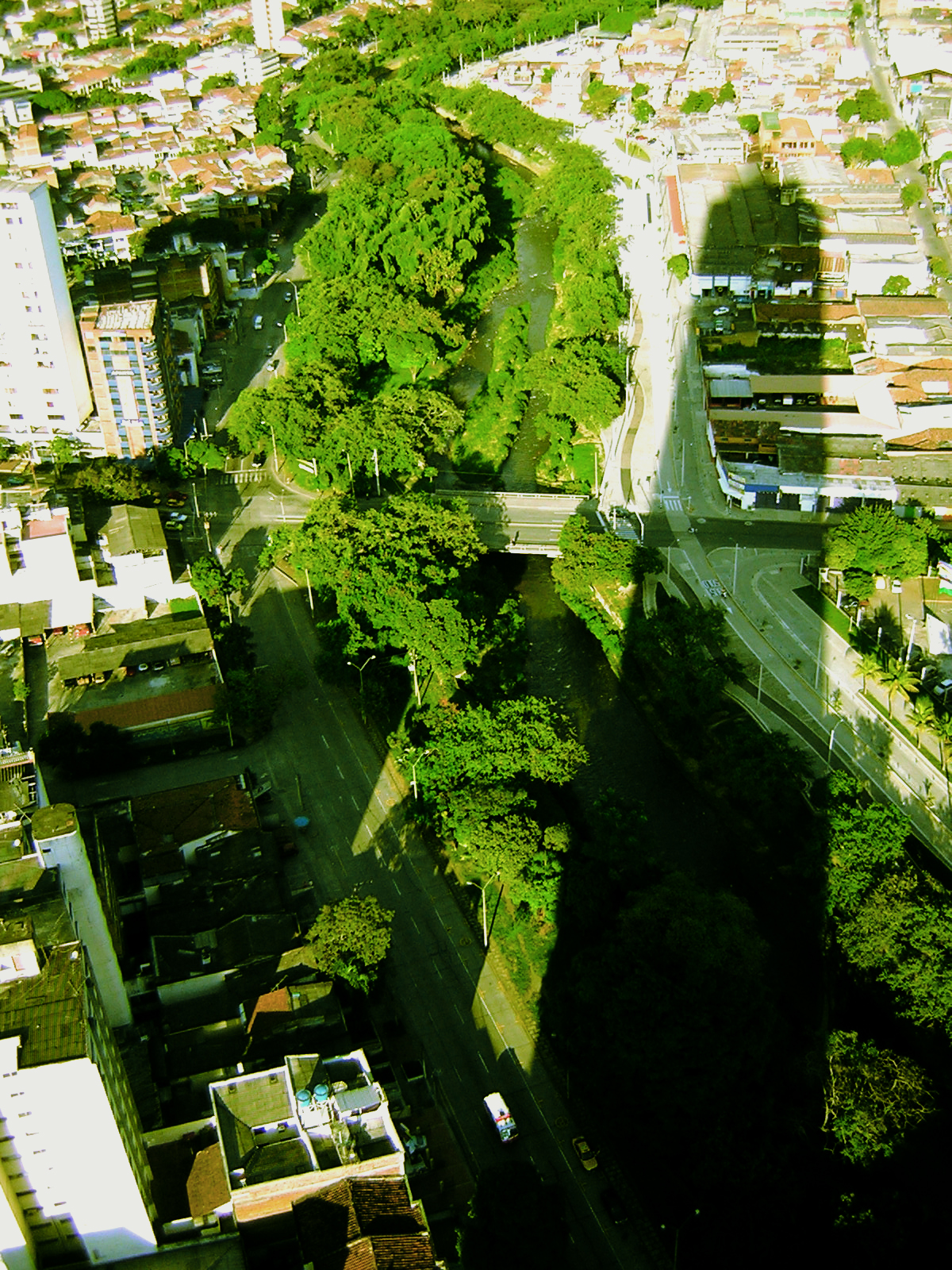
Schatten des Torre de Cali uber dem Rio Cali
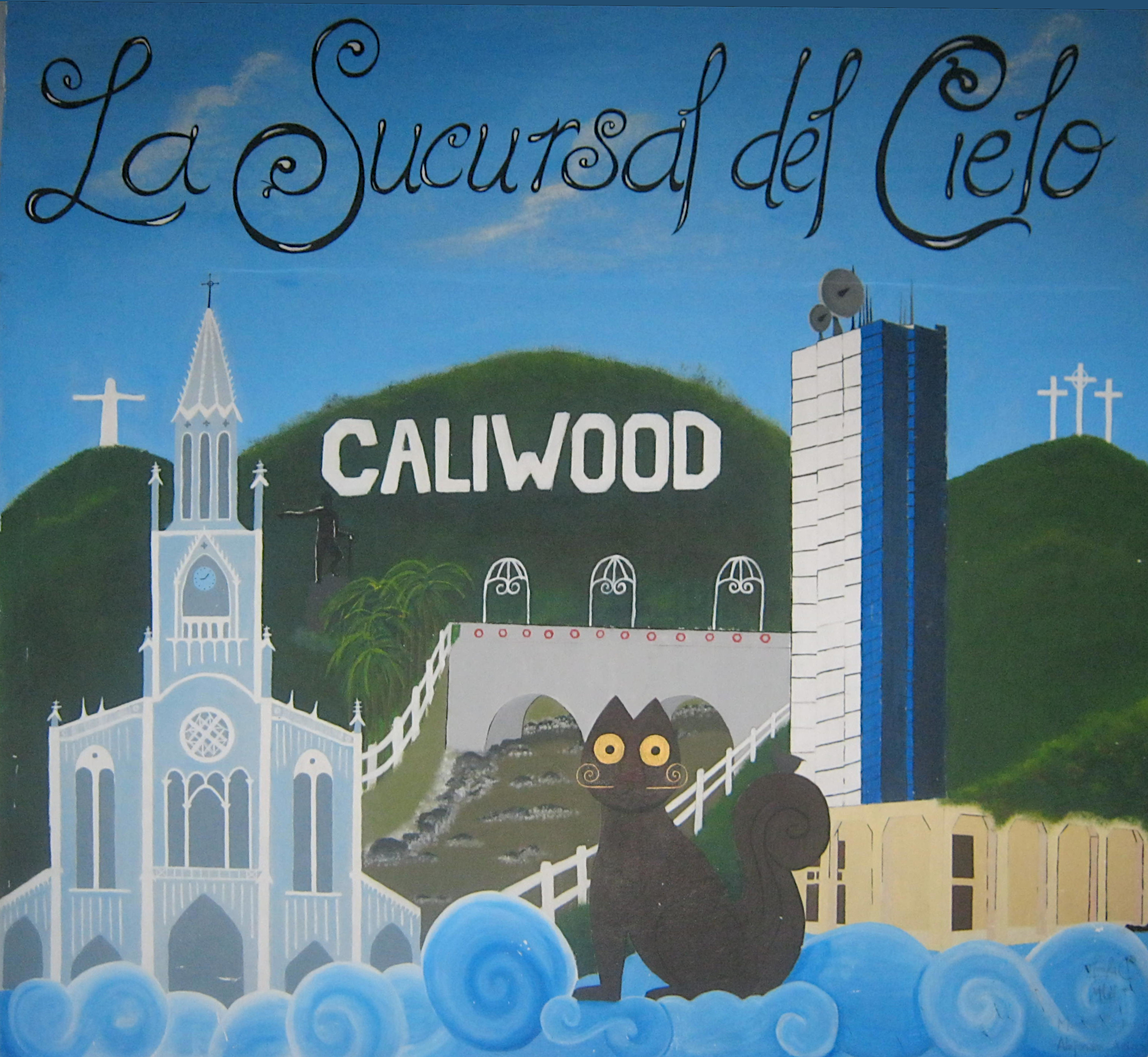
Wandbild mit den Wahrzeichen Calis